# Puchar Świata w Zapasach 2007 – styl wolny mężczyzn
Zawody Pucharu Świata w 2007 roku w stylu wolnym mężczyzn odbyły się pomiędzy 22–25 marca w Krasnojarsku w Rosji.

## Ostateczna kolejność drużynowa
| Poz. | Państwo           |
| ---- | ----------------- |
|      | Rosja             |
|      | Iran              |
|      | Uzbekistan        |
| 4.   | Gruzja            |
| 5.   | Stany Zjednoczone |
| 6.   | Ukraina           |

## Wyniki

### Grupa A
| Grupa A    |
| ---------- |
| 1. Rosja   |
| 2. Gruzja  |
| 3. Ukraina |

### Mecze
- Rosja -  Ukraina 7-0
- Rosja -  Gruzja 7-0
- Ukraina -  Gruzja 3-4

### Grupa B
| Grupa B              |
| -------------------- |
| 1. Iran              |
| 2. Uzbekistan        |
| 3. Stany Zjednoczone |

### Mecze
- Iran -  Stany Zjednoczone 6-1
- Iran -  Uzbekistan 5-2
- Uzbekistan -  Stany Zjednoczone 4-3

### Finały
- 5-6  Stany Zjednoczone -  Ukraina 5-2
- 3-4  Uzbekistan -  Gruzja 4-3
- 1-2  Rosja -  Iran 5-2

## Klasyfikacja indywidualna
| Waga   |                     |                  |                   | 4                       | 5                   | 6                    | 7                |
| ------ | ------------------- | ---------------- | ----------------- | ----------------------- | ------------------- | -------------------- | ---------------- |
| 55 kg  | Dżamał Otarsułtanow | Adhamjon Ochilov | Henry Cejudo      | Alexander Galagan       | Gocza Kirkitadze    | Hadi Hajian          | Mohammad Rezaji  |
| 60 kg  | Mawlet Batirow      | Mahdi Taghawi    | Mike Zadick       | Lewani Czabradze        | Jurij Siemakin      | Ixtiyor Navruzov     | ----             |
| 66 kg  | Arsłan Chutalijew   | Hasan Tahmasebi  | Szamil Batirow    | Łeonid Bazan            | Zaur Botajew        | Jesse Jantzen        | Otar Tusziszwili |
| 74 kg  | Sosłan Tigijew      | Dienis Cargusz   | Don Pritzlaff     | Dawit Achalmosuliszwili | Siergiej Witkowski  | Hadi Habibi          | Gia Czichladze   |
| 84 kg  | Gieorgij Kietojew   | Alik Muzajew     | Reza Jazdani      | Abduł Ammajew           | Rewaz Mindoraszwili | Andy Hrovat          | ----             |
| 96 kg  | Chadżymurat Gacałow | Muhammed Lawal   | Amir Abbas Moradi | Eldar Kurtanidze        | Magomied Ibragimow  | Jewhen Duchin        | ----             |
| 120 kg | Ali Reza Rezaji     | Tolly Thompson   | Aleksiej Szemarow | Bachtijar Achmiedow     | Oleg Kałagow        | Dawit Modzmanaszwili | Roman Selegeda   |